# Коті (аеропорт)
Аеропо́рт Ко́чі (яп. 高知空港, こうちくうこう; англ. Kochi Airport) — державний вузловий міжнародний аеропорт в Японії, розташований в місті Нанкоку префектури Коті. Розпочав роботу з 1960 року. Спеціалізується на внутрішніх та міжнародних авіаперевезеннях. Виник на базі летовища Імперського флоту Японії, спорудженого 1944 року. Інша назва — аеропорт Коті-Рьома.